# Goldstirnspecht
Der Goldstirnspecht (Melanerpes aurifrons) ist eine Spechtart aus der Gattung Melanerpes innerhalb der Unterfamilie der Echten Spechte (Picinae).

## Merkmale
Der Goldstirnspecht gehört mit einer Größe von 27 cm und einem Durchschnittsgewicht von 87 g zu den mittelgroßen Spechten. Die Flügellängen betragen zwischen 12,7 cm beim Weibchen und 13,3 cm beim Männchen. Ebenso differieren die Schnabellängen der Männlichen Tiere mit 32,2 mm zu der der Weibchen mit 28,3 mm. Er besitzt eine gelbe Stirn oberhalb seines Schnabels, welche namensgebend für diese Vogelart ist. Sein Kopf und sein Rumpf sind graufarben, der Nacken ist orange-rötlich. Das Flügelgefieder besitzt ein schwarz-weiß gestreiftes Muster. Das Männchen hat einen roten Scheitelfleck.

## Vorkommen
Der Goldstirnspecht ist in den mittelamerikanischen Staaten
Belize, El Salvador, Guatemala,
Honduras, Nicaragua, sowie in Ost-Mexiko und in den US-Bundesstaaten Texas und Oklahoma verbreitet. Er ist in Waldgebieten sowie in Park- und Gartenanlagen beheimatet.
Er brütet in Baumhöhlen. Seine Nahrung besteht überwiegend aus Insekten und Käfern.

## Lebensweise
Er sucht seine Nahrung hauptsächlich in den oberen Regionen der Bäume.

## Unterarten

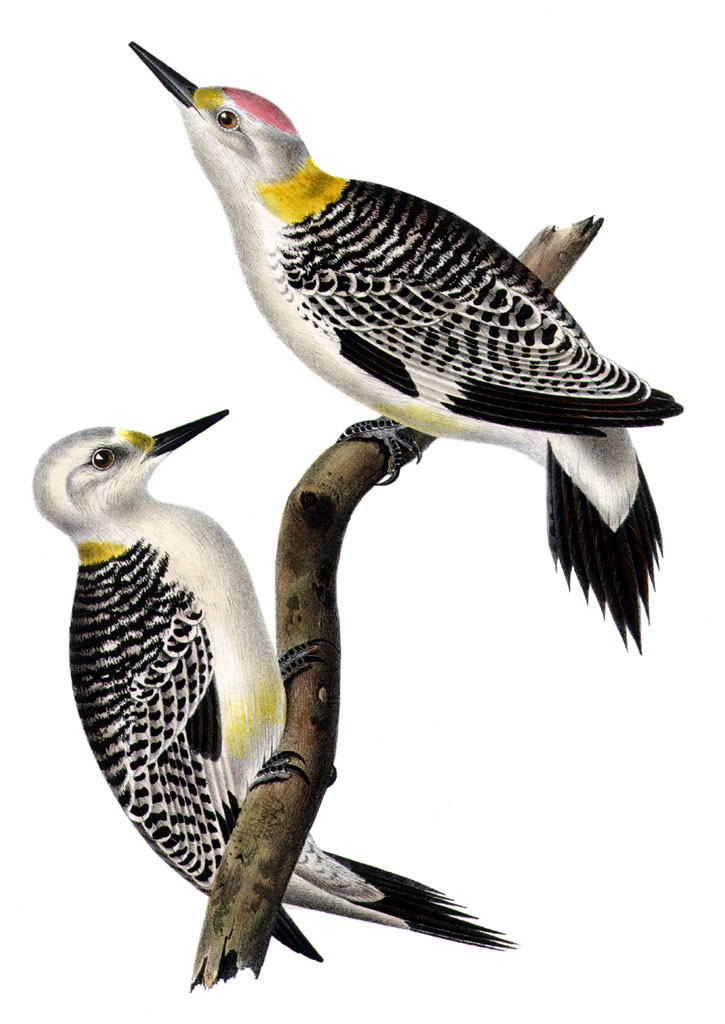
Weibl. und männl. Goldstirnspecht

Laut Integrated Taxonomic Information System sind 11 Unterarten des Goldstirnspechts gültig. Es handelt sich hierbei um:
- Melanerpes aurifrons aurifrons (Wagler, 1829)
- Melanerpes aurifrons canescens (Salvin, 1889)
- Melanerpes aurifrons dubius (Cabot, 1844)
- Melanerpes aurifrons grateloupensis (Lesson, 1839)
- Melanerpes aurifrons hughlandi (Dickerman, 1987)
- Melanerpes aurifrons insulanus (Bond, 1936)
- Melanerpes aurifrons leei (Ridgway, 1885)
- Melanerpes aurifrons pauper (Ridgway, 1888)
- Melanerpes aurifrons polygrammus (Cabanis, 1862)
- Melanerpes aurifrons santacruzi (Bonaparte, 1838)
- Melanerpes aurifrons turneffensis (Russell, 1963)